# Раде Маркович
Раде Маркович (на сръбски: Раде Марковић или Rade Marković) е сръбски театрален и киноактьор, известен в България с ролята си във филма на Въло Радев „Крадецът на праскови“. За шестдесетгодишната си актьорска кариера Маркович се превъплъщава в над 90 театрални персонажа и участва в над 70 национални и международни филмови продукции и над 60 телевизионни театрални пиеси и сериала.
Маркович е роден в Белград, където учи в колеж по инженерство и философски науки. По това време е и първият му досег с театралното изкуство: играе в театралната трупа „Иво Лола Рибар“ и в Младежкия театър, а от 1946 до 1949 година участва в трупата на Академичния театър. Дебюта си в киното прави през 1948 година с филма „Безсмъртна младост“. От 1959 година се занимава с театър професионално с постъпването си в Белградския драматичен театър, където играе до 1961 година. После излиза на свободна практика и се изявява на сцените на „Ателие 212“, Народния театър и Югославския драматичен театър.
От 1981 година преподава в Академията по изкуствата в Нови Сад и е професор по актьорско майсторство в белградската академия „Брача Карич“ от 1997 година. През август 1989 година Маркович получава наградата „Славица“ за цялостен принос към югославското кино. През декември 1998 година е удостоен с наградата „Добричин прстен“ за ролите си в театъра.
От 1945 до 1964 година е женен за актрисата Оливера Маркович, с която имат един син – Горан Маркович, режисьор и писател. Разделя се със съпругата си веднага след края на снимките на филма „Крадецът на праскови“, в който партнира на Невена Коканова. И според сценария, и извън снимачната площадка, между двамата се разразява страстна и невъзможна любов, която в живота продължава седем години. За ролите си в този филм Маркович и Коканова получават наградите за мъжка и женска роля на Фестивала на българското кино „Златната роза“ през 1964 година.